# Мотаро
Мотаро (англ. Motaro) — персонаж з всесвіту Mortal Kombat, створеного Едом Буном і Джоном Тобіасом. Вперше він з'явився як підбос у Mortal Kombat 3, де мав ноги коня і тулуб чоловіка. Мотаро став двоногим гуманоїдом і ігровим персонажем в Mortal Kombat: Armageddon.

## Поява

### В іграх
Мотаро відноситься до раси кентаврів (раса кентавроподібних істот з баранячими рогами та довгим металевим щурячим хвостом), які вступили в конфлікт з Шао Каном, расою чотирируких створінь, до якої належать зокрема Горо, Кінтаро та Шиву. Однак на сторону кентаврів встав імператор Зовнішнього Світу, Шао Кан, який надавав їм підтримку в подальшій перемозі та підкоренні шоканів. Мотаро дужий, з гострим як бритва хвостом, з кінчика якого випускає енергетичні заряди. Крім того, його шкіра має відбивну поверхню, тому випущені противником снаряди відлітають у зворотному напрямку. Також він має здібність телепортуватися.
За призначенням Шао Кана в грі Mortal Kombat 3 (1995 р.) Мотаро очолив каральні загони, спрямовані із Широкого Світу, щоб знищити земних воїнів. Мотаро допомагає оговтатися Тяжкопораненому Кано, якого Соня Блейд скинула з хмарочоса, і приводить його назад до фортеці Шао Кана, де Кано повністю відновився, а потім опинився в ув'язненні, щоб згодом Шао Кан сам зміг покарати його за нездатність перемогти Соню. Саме тоді Мотаро зазнав нападу і ймовірно був смертельно поранений Шивою.
Мотаро з'являється в одному з епізодів в режимі «Konquest» Mortal Kombat: Deception (2004). Він повертається в Mortal Kombat: Armageddon (2006), проте відтоді кентаври були прокляті шоканами, і перетворилися у двоногих мінотаврів ; внаслідок чого Мотаро позбувся своїх здібностей, тому його шкіра більше не має додаткових захисних властивостей. У підсумку, як і майже кожен з бійців франшизи, Мотаро був убитий в кінці.
У перезавантаженні 2011 року він був убитий після втручання Райдена, який передбачав смерть Джонні Кейджа від рук Мотаро. Шао Кан потім призначив Сіндел генералом своєї армії, яка таким чином замінила Мотаро.

#### Дизайн
Ед Бун називав Мотаро одним з «незвично зроблених» персонажів «Mortal Kombat». Джон Тобіас говорив, що на створення Мотаро його надихнула іграшка, яка була у нього в дитинстві. Іграшка, про яку йде мова, антагоніст Micronauts Барон Карза (англ. Baron Karza), що комплектується разом з конем, на ім'я Андромеда (англ. Andromeda), яка в розібраному вигляді та в поєднанні з фігуркою, створювала образ кентавроподібної істоти.
У його біографічній карті в «Mortal Kombat: Armageddon» написано, що розробники вирішили, викликане вимогою фанатів, не включати в гру Мотаро, або прибрати йому задні ноги через складність стабілізації форми його унікального напівконячого тіла. Вони вирішили прибрати задні ноги пояснюючи це тим, що на його расу було накладено прокляття. Як повідомлялося, головною проблемою для кентавра Мотаро була структура тіла, оскільки команда MK потребувала тривалішого програмування і тестування, щоб успішно інтегрувати чотириногий фрейм Мотаро для правильної взаємодії з ударами, кидками, добиваннями та смертельними пастками, які вимагали б розривання або відрізання кінцівок, або заколювання Мотаро.

#### Ігровий процес
Як суббос в Mortal Kombat 3, Мотаро невразливий для снарядів, більшість з яких відлітають назад в гравця і часто супроводжуються несподіваним безперешкодним ударом. Він також часто переміщується, часто хапаючи свого опонента, будь то ззаду або ж б'є ногами після блокування його наскоку. Він також може вистрілювати до восьми зарядів за раз. В Mortal Kombat Trilogy (1996) його здатність відображати снаряди значно зменшена і шкоди завдають попадання в упор. В Mortal Kombat: Armageddon він втратив свою невразливість і може бути атакований снарядами, як і більшість інших персонажів, причому Мотаро може сам розташуватися рачком, щоб вистрілити снаряд зі свого хвоста.
За Мотаро, так само як і за Шао Кана, можна пограти в версіях «Mortal Kombat 3» і Ultimate Mortal Kombat 3 (1995) на SNES і Genesis через меню секретного коду, хоча обидва залишаються недоступними в одиночному режимі. Мотаро також іграбельний в Mortal Kombat Trilogy, а єдине добивання можна побачити тільки в версії для Nintendo 64, де він просто позує з відірваною головою свого опонента, причому його спрайт також зникає в темряві на задньому плані, коли виконується це добивання, на відміну від інших звичайних бійців, які залишаються освітленими.
Попри те, що Мотаро не іграбельний в Mortal Kombat: Deception, він все ж з'являється в режимі «Konquest» і на задньому плані арени в Mortal Kombat: Unchained (2006), версії Deception, портований на PSP. В Mortal Kombat (2011 р.) Мотаро з'являється аналогічним чином тільки як другорядний персонаж на деяких аренах і в декількох відеозаставку в режимі історії гри, і є єдиним персонажем, введеним між першою і третьою частиною, якого не можна вибрати або побитися з ним.

### Інші медіа та мерчандайзинг
Мотаро, якого озвучував Нілл Росс, з'являвся в мультсеріалі 1996 року «Смертельна битва: Захисники Землі». Він і його кентавроподібні воїни знаходилися в замку, в якому Рейн утримував Кітану в заручниках, а пізніше він був помічений в останній серії під час невдалого плану Кітани з повалення Шао Кана; після того, як він був попереджений Райденом, Мотаро вступив в бій зі зрадником Шан Цзуном і шоканами на чолі з Шивою.
У фільмі 1997 року «Смертельна битва 2: Винищення» роль Мотаро зіграв Дерон Макбі, колишній гладіатор з шоу «American Gladiators». Мотаро був представлений як новий генерал армії Шао Кана, причому особливі вміння він не демонструє, але, з усім тим, проявляє фізичну силу. Тема його суперництва з Шивою була злегка порушена, а в кінці фільму йому завдав поразки Джакс.
Syco Collectibles у 2012 році випустила 14-дюймову полістоунову статуетку Мотаро.

## Сприйняття
Мотаро отримав змішані критичні відгуки про себе. У 2011 році ScrewAttack вважав найгіршим персонажем в серії Mortal Kombat двоногу версію Мотаро з Armageddon. Того ж року, на думку Topless Robot, він став 5-м серед 8 персонажів Mortal Kombat безглуздих навіть за мірками серії, «дурість, яка доходила до абсурду, настільки чудовий він в грі». Мотаро розмістився на 3-му місці в рейтингу The Robot's Pajamas з 10-и убогих персонажів Mortal Kombat. UGO у 2012 році визначив його 31-м у своєму рейтингу з 50 кращих персонажів Mortal Kombat. Complex у 2013 році порахував поєдинок з Мотаро в Mortal Kombat 3 31-м серед самих важкопрохідних босів у відеоіграх, а сам Мотаро став 10-м серед найбільш брутальних персонажів в серії. Фанати поставили його 39-м серед найбільших персонажів серії за весь час, за результатами онлайн-опитування, проведеного Dorkly у 2013 році. У 2015 році Den of Geek віддав йому 50-е місце в рейтингу всіх персонажів серії Mortal Kombat. ScrewAttack розглядав 3-му його «Head Yoink» з Mortal Kombat Trilogy в добірці 10-і гірших добивань серії, тоді як Game Rant у 2011 році оцінював те ж саме добивання 5-м. WhatCulture у 2015 році відзначав Мотаро першим у своїй добірці з 20-и гірших персонажів серії Mortal Kombat всіх часів. «Мотаро — непотріб з багатьох причин, але в основному із-за свого жахливого образу в Mortal Kombat: Annihilation» [sic].